# Yum cha

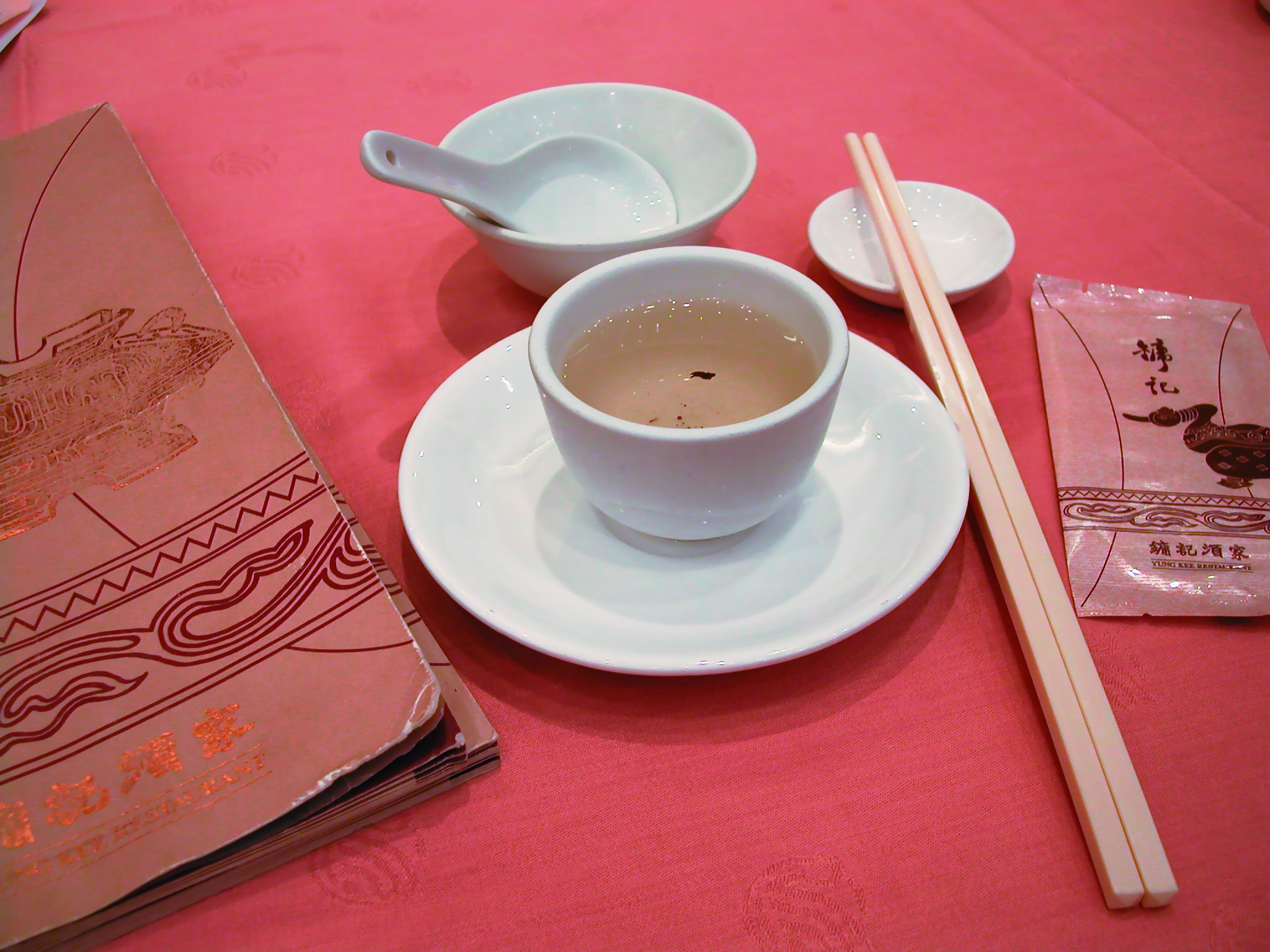
Utensilios típicos del yumcha.

El yum cha (a veces también como yumcha, idioma chino: 飲茶 , chino simplificado:饮茶) es una denominación empleada en cocina cantonesa que significa literalmente en cantonés "beber té". Se refiere a los servicios de comida que se realizan en los restaurantes cantoneses mientras se toma té chino. Es parte de la cultura culinaria de la Provincia de Guangdong, Hong Kong y Macao. En cualquier ciudad donde existan cantoneses se sirve yum cha que se entiende como una tradición en las mañanas del fin de semana, y familias enteras van a comer dim sum y beber té chino. El yum cha es un ritual matutino tras realizar ejercicios de taichí o chi kung, o tras dar un paseo. El té es importante, ya que ayuda a digerir los alimentos ofrecidos. En el pasado la gente iba a las casas del té a obtener un yum cha, pero los restaurantes dim sum (restaurante cantonés) tuvieron gran fama en sus negocios y dejaron esta tradición a un lado.

## Casas del Té
La ritualización de la bebida del té se practica a menudo en China. La mayor obra que trata de la elaboración y manufactura del procesado del té proviene de Cha Jing (茶經): se trata del único trabajo sobre el tema desde la dinastía Tang, realizado por el escolar y poeta Lu Yu, y fue escrito en el 800 a. C. Describe muchos aspectos de la elaboración del té así como la mejor localización de las casas de té para degustar mejor la bebida. Su tratado es considerado por muchos expertos como el único sobre el tema. En Occidente las casas de té se han asociado a una clase alta.

## Utensilios del Yum cha

### Bol de té
Los métodos para probar el té han sufrido cambios innumerables desde la dinastía Tang y el uso del bol de té es un desarrollo moderno introducido recientemente. Este utensilio es muy práctico y ha ayudado bastante a la mejora de la cata del té. Las decoraciones inscritas en ellos aumentan los valores estéticos. Sin embargo en muchos restaurantes dim sum se ofrece una taza de té en lugar de los boles de té.

### Palillos
Los palillos, un par de palos alargados y acabados en punta, suelen ser empleados para la ingesta de alimentos. Estos palillos forman parte de los utensilios del yum cha. Algunos palillos son de plástico en los restaurantes chinos . Son empleados para servirse del dim sum, los alimentos del Dim sum se pican de tal forma que son muy apropiados para comer con palillos. Existen muchas reglas de etiqueta para poner los palillos y ser usados convenientemente.

### Mondadientes
El uso de los mondadientes en la mesa es otra práctica común del yum cha. Los mondadientes se emplean frecuentemente entre plato y plato, siendo creencia generalizada que el retrogusto de un plato puede arruinar la delicia del siguiente. Se consideran útiles como sustituto de los palillos para tomar ciertos alimentos como los champiñones y las medusas, que con aceite de sésamo pueden ser muy escurridizas.

## Rituales

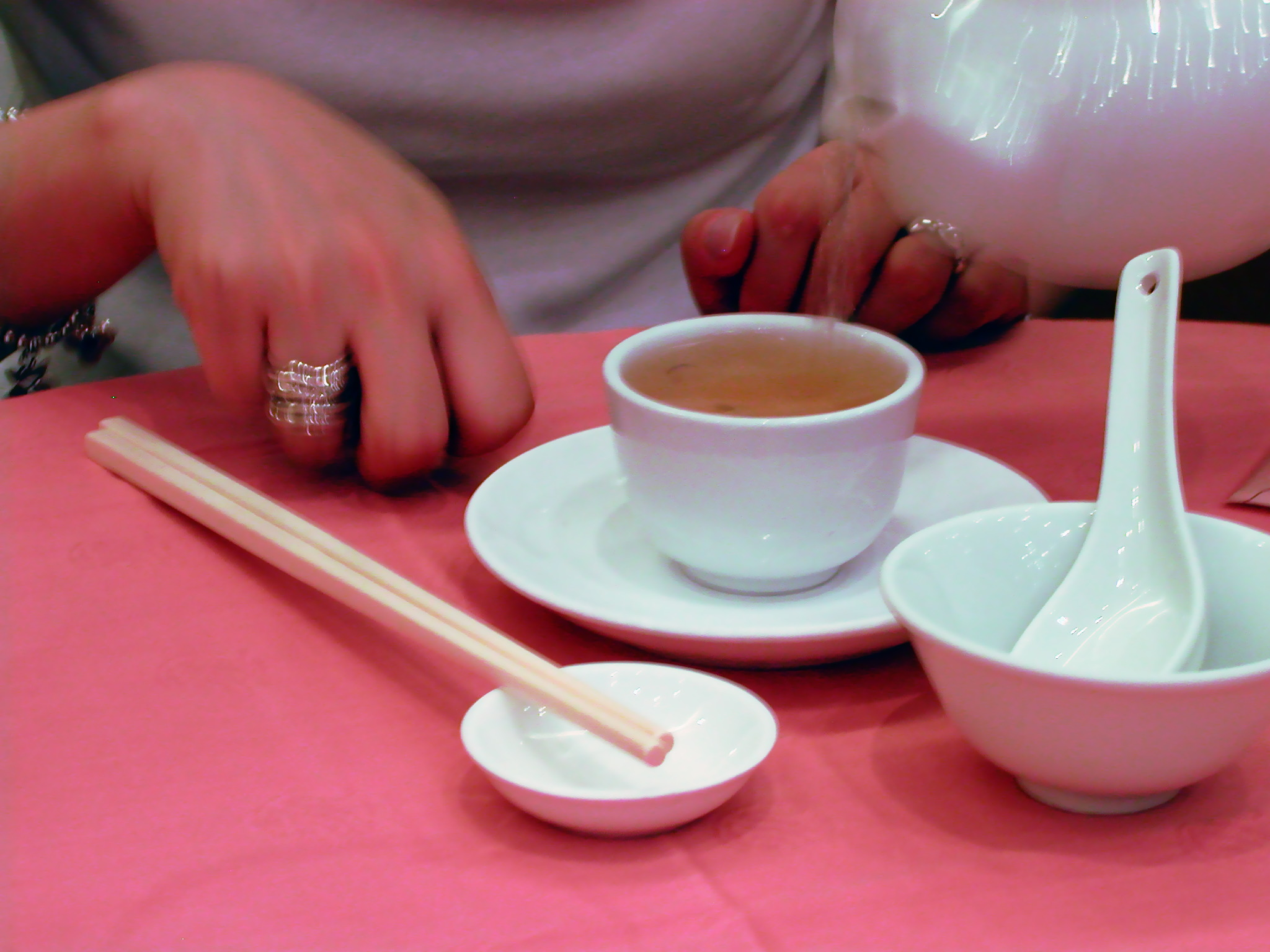
Los dedos golpeando la mesa cuando se sirve el té es una forma de agradecimiento.

### Golpeteo de los tres dedos
Conocido como kowtow, es una costumbre golpear los nudillos sobre la mesa para mostrar agradecimiento en silencio. Este gesto tiene una profunda tradición histórica. Se suele hacer con los tres dedos de una misma mano sobre todo cuando otra persona rellena la taza de té. La gesticulación tiene su historia en un cuento imperial que se atribuye al emperador Qianlong de la dinastía Qing, emperador que viajaba de incógnito. Durante un viaje al sur de China fue a una casa de té con su corte. Para mantener oculta su identidad tomó la tetera y sirvió té a los compañeros. Los asistentes querían hacer kowtow para demostrar el gran honor que suponía ser servidos por el emperador, pero el emperador les dijo que debían golpear con los tres dedos en la mesa cuando hiciera esto: un dedo representaba un gesto de inclinación de la cabeza y los otros dos representaban las armas postradas.

### Relleno de la tetera
Antes de la llegada de la comida solicitada, el servicio de té es incesante. Cuando se desea que los camareros rellenen la tetera con agua caliente, el cliente solo tiene que dejar la tapa quitada o ponerla en diagonal, y con ello indicará que desea que se rellene de nuevo con agua fresca o caliente de una forma educada. Un buen indicador de la calidad de servicio de un local suele ser medido por la velocidad con la que es rellenada la tetera desde el momento en que el cliente lo solicita.

### Palillos públicos
Excepto cuando comen con la familia o solos, los cantoneses suelen usar palillos públicos para mover los alimentos desde el plato de servir (común) hasta el propio.

### Lavado de platos, vasos y palillos
Antes de comer, y por lo general incluso antes de pedir, los cantoneses lavan todos los utensilios de comer (plato, vaso, bol, palillos) con agua caliente o té caliente. A continuación, el agua sobrante se vierte en un recipiente dispuesto para tal fin sobre la mesa, que inmediatamente es retirado por los camareros.